# Санта Катерина I (Фермо)
Санта Катерина I (итал. Santa Caterina I) насеље је у Италији у округу Фермо, региону Марке.
Према процени из 2011. у насељу је живело 463 становника. Насеље се налази на надморској висини од 108 м.